# Козлов, Марк Александрович
Марк Александрович Козлов (28 декабря 1902 — 1983) — советский военный политработник, начальник Военно-политической академии имени В. И. Ленина. Генерал-лейтенант (27.06.1945).

## Биография
Родился в 1902 году в деревне Кухарево. На военной службе с 1920 года. Участник Гражданской войны. Член КПСС с 1924 года. Окончил Военно-политическую академию имени В. И. Ленина.
Перед Великой Отечественной войной был начальником Полтавского военно-политического училища. В начале войны — начальник политуправления Центрального фронта. Присвоено звание «генерал-майор» 06.12.42. С сентября 1941 г. до конца войны — член Военного совета 13-й армии. Участник Курской битвы.
После войны генерал-лейтенант М. А. Козлов — на руководящей военно-политической работе. С сентября 1949 по 1950 годы — заместитель командующего войсками Ленинградского военного округа по политической части. В 1950—1957 годах — начальник Военно-политической академии им. В. И. Ленина.
Умер в 1983 году. Похоронен на Кунцевском кладбище.

## Воинские звания
- бригадный комиссар (28.04.1940)
- генерал-майор (06.12.1942)
- генерал-лейтенант (27.06.1945)

## Награды
- четыре ордена Ленина (01.04.1943[6], 01.04.1945[7], 29.05.1945, 06.11.1947[8])
- пять орденов Красного Знамени (27.03.1942[9], 27.08.1943[10], 10.01.1944[11], 03.11.1944[8], 1953[8])
- орден Богдана Хмельницкого I степени (11.08.1944)[12]
- орден Суворова II степени (06.04.1945)[13]
- Орден Красной Звезды (08.01.1963)
- медали в том числе:
  - «XX лет Рабоче-Крестьянской Красной Армии»
  - «За Победу над Германией в Великой Отечественной войне 1941—1945 гг.»
  - «За взятие Берлина»
  - «За освобождение Праги»
  - «Ветеран Вооружённых Сил СССР»

Других государств
- орден «Крест Грюнвальда» III степени (ПНР)
- Военный крест (ЧССР);
- орден Красного Знамени (МНР).

## Сочинения
- В боевых рядах 13-й армии (из записок члена Военного совета). // «Военно-исторический журнал». — 1964. — № 5. — С.53—61.